# Finsko na Letních olympijských hrách 1948
Finsko na Letních olympijských hrách 1948 v Londýně reprezentovalo 129 sportovců, z toho 123 mužů a 6 žena. Nejmladším účastníkem byl Denis Johansson (20 let, 119 dní), nejstarší pak Albert Ravila (50 let, 218 dní) . Reprezentanti vybojovali 20 medaile, z toho 8 zlatých, 7 stříbrné a 5 bronzových.

## Medailisté
| Medaile | Jméno | Sport                | Disciplína              |
| ------- | --- | -------------------- | ----------------------- |
| Zlato   | Tapio Rautavaara | Atletika             | Muži hod oštěpem        |
| Zlato   | Veikko Huhtanen | Sportovní gymnastika | Víceboj – jednotlivci   |
| Zlato   | Veikko Huhtanen | Sportovní gymnastika | Kůň našíř               |
| Zlato   | Paavo Aaltonen | Sportovní gymnastika | Přeskok                 |
| Zlato   | Paavo Aaltonen | Sportovní gymnastika | Kůň našíř               |
| Zlato   | Heikki Savolainen | Sportovní gymnastika | Kůň našíř               |
| Zlato   | Veikko Huhtanen Paavo Aaltonen Heikki Savolainen Olavi Rove Kalevi Laitinen Einari Teräsvirta Aleksanteri Saarvala Sulo Salmi | Sportovní gymnastika | Víceboj – družstvo      |
| Zlato   | Lennart Viitala | Zápas                | volný styl do 52 kg     |
| Stříbro | Erkki Kataja | Atletika             | Muži skok o tyči        |
| Stříbro | Kaisa Parviainenová | Atletika             | Ženy hod oštěpem        |
| Stříbro | Kurt Wires | Kanoistika           | Muži - K-1 10 000 m     |
| Stříbro | Olavi Rove | Sportovní gymnastika | Přeskok                 |
| Stříbro | Veikko Huhtanen | Sportovní gymnastika | Bradla                  |
| Stříbro | Pauli Aapeli Janhonen | Sportovní střelba    | Karabin 3 postavy 300 m |
| Stříbro | Kelpo Gröndahl | Zápas                | řecko-římský do 87 kg   |
| Bronz   | Thor Axelsson Nils Björklöf                                                                                                   | Kanoistika           | Muži - K-2 1 000 m      |
| Bronz   | Thor Axelsson Nils Björklöf                                                                                                   | Kanoistika           | Muži - K-2 10 000 m     |
| Bronz   | Veikko Huhtanen | Sportovní gymnastika | Kruhy                   |
| Bronz   | Paavo Aaltonen | Sportovní gymnastika | Víceboj – jednotlivci   |
| Bronz   | Reino Kangasmaki | Zápas                | řecko-římský do 52 kg   |